# Gene Cole
Gene Cole (n. 18 decembrie 1928, New Lexington⁠(d), Ohio, SUA – d. 11 ianuarie 2018, Lancaster⁠(d), Ohio, SUA) a fost un sprinter ce a reprezentat Statele Unite ale Americii, medaliat olimpic. A participat la o ediție a Jocurilor Olimpice (1952) în care a câștigat o medalie de argint în proba de 4x400 m.

## Palmares
| An   | Competiție        | Locație            | Loc | Eveniment | Note   |
| ---- | ----------------- | ------------------ | --- | --------- | ------ |
| 1952 | Jocurile Olimpice | Helsinki, Finlanda | 7   | 400 m     | 46,8   |
| 1952 | Jocurile Olimpice | Helsinki, Finlanda | 2   | 4x400 m   | 3:04,0 |